# Arroz jollof
El arroz jollof o wólof, también llamado benachin (‘una cazuela’ en wólof) es un plato popular en todo el oeste de África. Se cree que se originó en Gambia hacia el año 1300 dc, durante el Imperio Wólof, que le da su nombre. Desde entonces se ha extendido por toda la región, y especialmente en Nigeria y Ghana, entre los miembros de la etnia wólof.

## Características

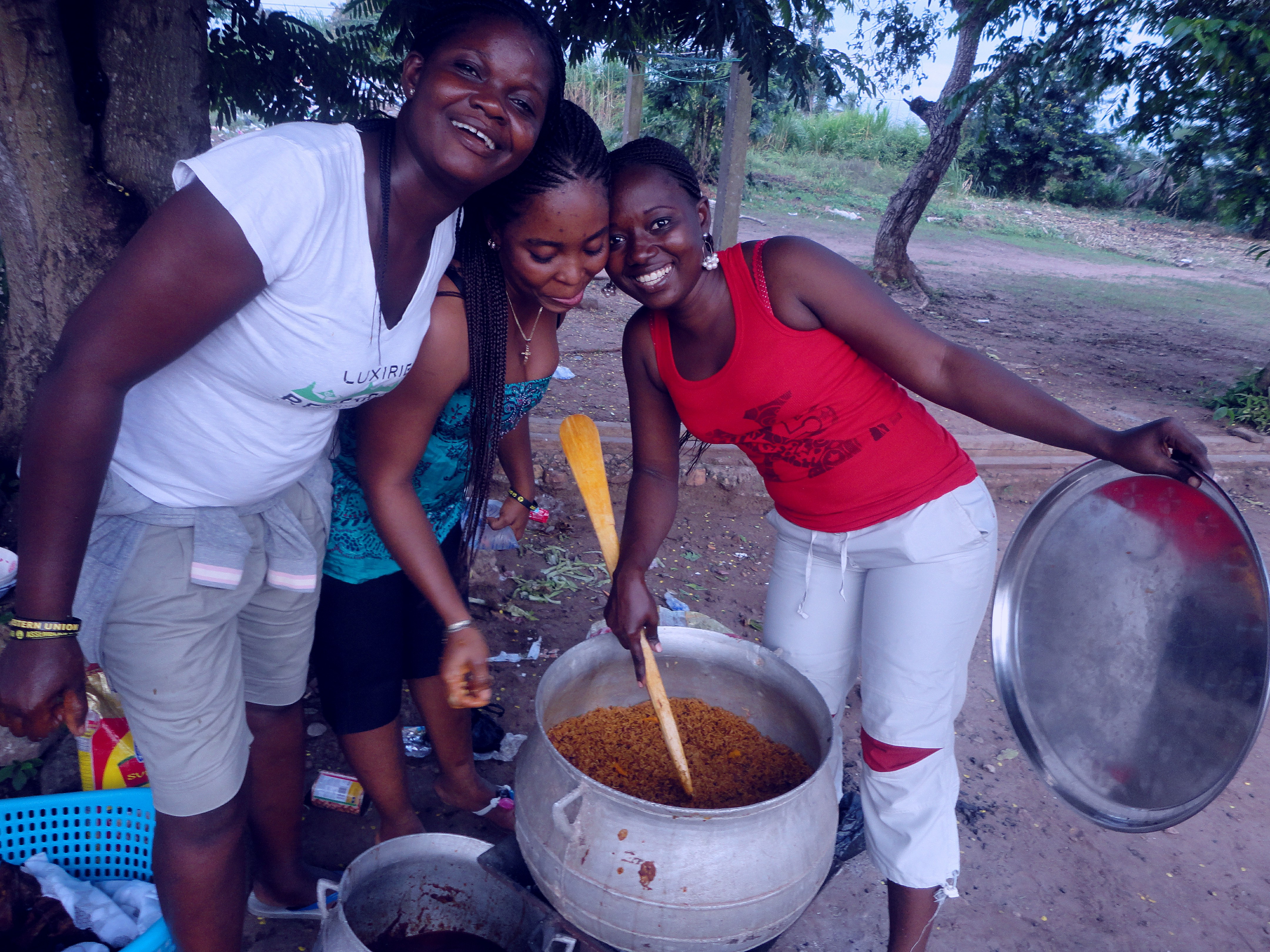
Mujeres de Ghana cocinando arroz jolof.

El plato consiste en arroz, tomates y pasta de tomate, cebolla, sal, especias (como nuez moscada, jengibre, pimienta de Guinea o comino) y pimiento rojo, a los que pueden añadirse ingredientes opcionales como verdura, carne o pescado.
El arroz jollof se prepara friendo en aceite de coco cebolla y tomate picados finos y pimienta molida (además de otras especias opcionales picadas o molidas). Se añade caldo y se cuece el arroz en esta mezcla hasta que absorba todo el líquido y adopte su característico color rojo. Puede servirse con carne, pescado o verdura cocinada separadamente en el mismo plato, o mezclada al final. A menudo se acompaña con plátano frito o ensalada. Otra versión de este plato emplea caldo de pollo, alitas de pollo, arroz blanco, cebolla, ajo y salsa jollof; se especia con curry, tomillo y laurel. La salsa jollof se prepara con tomates, pimientos rojos, chile (o pimiento Scotch Bonnet) y tomate concentrado. Se sofríe la cebolla y ajo y se agrega la salsa jollof, seguida del arroz y el caldo de pollo. Se cocina a fuego medio hasta que se evapora el caldo.